# 銅鑼灣（威非路道）巴士總站
銅鑼灣（威非路道）巴士總站（英語：Causeway Bay (Whitfield Road) Bus Terminus）位於香港灣仔區銅鑼灣威非路道萬順樓及順興樓外，對面為萬國寶通中心及玻璃街，為一個路邊巴士總站。現時有1巴士路線以此為總站。因為此站在天后站和炮台山站中間，部份人稱所在地區為天后或炮台山。

## 歷史
- 1982年1月8日：城巴5號線總站由大坑 (銅鑼灣裁判署) 總站遷至本站。
- 2008年5月13日：城巴89R線的下午班次改由此開出，不再服務灣仔區[1]。
- 2008年8月18日：城巴5X線再度提升至全日服務，並延長總站至此[2]。
- 2010年8月16日：城巴5S線的西行班次由此縮短至從跑馬地開出，不再使用此站[3]。
- 2014年11月21日：城巴89R線最後一天提供服務[4]。
- 2015年5月10日：城巴5號線最後一天提供服務[5]。

## 總站路線資料

### 城巴5X線
- 堅尼地城 ↔ 銅鑼灣（威非路道）

1997年5月19日投入服務，由城巴營運，途經大坑、銅鑼灣、灣仔、金鐘、中環、林士街天橋及石塘咀。2008年8月18日提升至全日服務，並延長至此。

## 外部連結
- 銅鑼灣（威非路道）巴士總站 （页面存档备份，存于），城巴／新巴